# Apassalus parvulus
Apassalus parvulus là một loài thực vật có hoa trong họ Ô rô. Loài này được Alain & Leonard mô tả khoa học đầu tiên năm 1956.